# Herråkra
Herråkra är kyrkby i Herråkra socken i Uppvidinge kommun belägen 11 km från Lenhovda. Byn ligger ca 3 mil från Växjö. I närheten ligger småbyarna Hult och Attsjö.
Här återfinns Herråkra kyrka.

## Historia
Herråkraskolan uppfördes 1885.  
Den sista bussen gick i Herråkra 1955. 1962 lades posten ner, 1964 var sista året för skolan i Herråkra, och 1972 var det samma sak för affären. 
Vid 1980-talets slut började nyinflyttning. Det byggdes fem nya hus. 1989 är också starten för budkaveln och byalaget återbildas. Förskolan Lingontuvan startar 1990, men verksamheten upphörde 2008. 

## Näringsliv
I Herråkra finns lamptillverkaren Bsweden Belysningsbolaget.
Företaget JK Trä bildas 1917.

## Personer från orten
Kända personer: Göran Wranå före detta landslagsspelare i Pingis. Maria Wranå operasångerska, Åke Carlsson kommunalråd. 